# (35664) 1998 QC64
1998 QC64 (asteroide 35664) é um asteroide da cintura principal. Possui uma excentricidade de 0.04034700 e uma inclinação de 21.92676º.
Este asteroide foi descoberto no dia 24 de agosto de 1998 por LINEAR em Socorro.